# 塘岗站
塘岗站位于中国西藏自治区那曲市安多县雁石坪镇，于2006年7月1日启用。該站为青藏铁路的无人駐守车站，由青藏铁路集团公司營運。

## 使用情况
塘岗站是青藏铁路的无人站，有14列旅客列车经过此站，主要为拉萨到发的各类旅客列车。

## 始发车次
目前塘岗站未有任何始发车次。

## 历史
- 2006年7月1日：塘岗站建成启用。